# معرفة

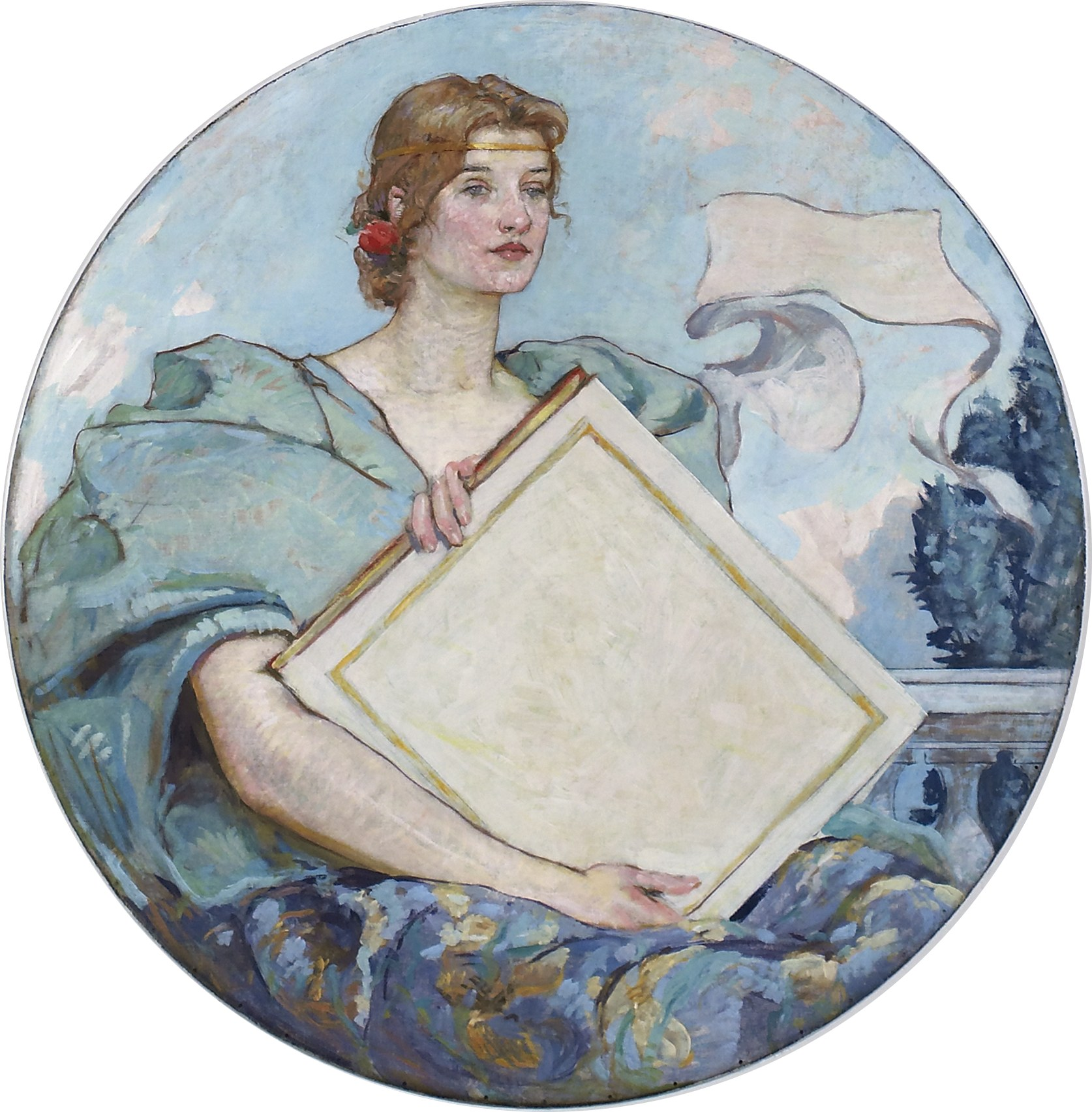
لوحة للرسام روبرت رايد 1896.

المَعرِفَة هي الإدراك والوعي وفهم الحقائق عن طريق العقل المجرد أو بطريقة اكتساب المعلومات بإجراء تجربة وتفسير نتائج التجربة أو تفسير خبر، أو من خلال التأمل في طبيعة الأشياء وتأمل النفس أو من خلال الاطلاع على تجارب الآخرين وقراءة استنتاجاتهم. إن المعرفة مرتبطة بالبديهة والبحث لاكتشاف المجهول وتطوير الذات وتطوير التقنيات.
المعرفة يحددها قاموس أوكسفورد الإنكليزي بأنها: (أ) الخبرات والمهارات المكتسبة من قبل شخص من خلال التجربة أو التعليم؛ الفهم النظري أو العملي لموضوع، (ب) مجموع ما هو معروف في مجال معين؛ الحقائق والمعلومات، الوعي أو الخبرة التي اكتسبتها من الواقع أو من القراءة أو المناقشة، (ج) المناقشات الفلسفية في بداية التاريخ مع أفلاطون صياغة المعرفة بأنها «الإيمان الحقيقي المبرر». بيد أنه لا يوجد تعريف متفق عليه واحد من المعارف في الوقت الحاضر، ولا أي احتمال واحد، وأنه لا تزال هناك العديد من النظريات المتنافسة.
كما تعرف المعرفة أيضا بأنها:
1. تنقسم إلى فروع، تسمى فروع المعرفة، في حالات يمكن تلقينها أو استنتاجها وحفظها في كتاب أو مقالة أو ورقة، تشمل جميع هذه الفروع بطريقة محايدة (أغلب الأحيان).

1. وصف لحالة أو عملية لبعض الجوانب الحياتية بالنسبة لأشخاص أو مجموعات مستعدة لها، فمثلا إذا كنت «أعرف» أنها ستمطر، فإنني سوف آخذ مظلتي معي عند الخروج.

1. والمعرفة أيضاً هي ثمرة التقابل والاتصال بين الذات المدركة وموضوع مدرك، وتتميز من باقي معطيات الشعور، من حيث أنها تقوم في آن واحد على التقابل والاتحاد الوثيق بين هذين الطرفين.[1]

وقد قدم لنا الأستاذ الدكتور عبد الوهاب المسيري تعريفاً اجرائياً لكلمة معرفة وهو أقرب إلى الأذهان لدارس الفلسفة بقوله "المعرفي هو الكلي والنهائي وتعبير الكلية هنا يفيد الشمول والعموم في حين أن النهائية للوجود تعنى غائيته وآخره وأقصى ما يمكن أن يبلغه الشيء ويمكن التوصل للبعد المعرفي لأي خطاب أو أي ظاهرة من خلال دراسة ثلاثة عناصر أساسية:
1. الإله
2. الطبيعة
3. الإنسان[2]

## الفرق بينالبياناتوالمعلوماتوالمعرفة
البيانات هي مجموعة من العناصر أو القيم التي لا تعطي معنى واضحا لأنها غير معالجة أو مرتبة أو منظمة بطريقة تساعد على فهمها.
المعلومات هي البيانات المعالجة والواضحة التي تؤدي إلى زيادة الحصيلة المعلوماتية للشخص إما عن طريق إضافة حقائق جديدة، أو التأكيد والتعديل على حقائق سابقة.
أما المعرفة فهي تمثل مجموعة من القرارات أو الأفعال التي تعتمد على المعلومات المتاحة. المعرفة ترتبط بالسلوك الإنساني وكيفية التعامل مع المعلومات. وبالتالي، فإن الشخص الذي يمتلك المعرفة هو الذي يعرف كيفية استخدام المعلومات التي بحوزته بشكل فعال.

## الفرق بين العلم والمعرفة
إذا نظرنا إلى كلمة علم من حيث اشتقاقها اللغوي فسنجد أنها ترجمة للكلمة الإنجليزية science المشتقة من الكلمة اللاتينية scire ومعناها أن يعرف.
وكلمة علم في اللغة العربية تحمل معنيين مختلفيين:
1. الأول: معنى واسع يرادف المعرفة ومن ذلك قوله تعالى:«وقل رب زدني علماً»[3] أي معرفة، أياً كان ميدان ونوع هذه المعرفة. فيمكن القول مثلا: «لا علم لي بهذا الموضوع» أي لا أعرف عنه شيئاً أو ليس لي معرفة بهِ.
2. والمعنى الثاني هو معنى ضيق يرادف مصطلح العلم التجريبي science على نحو ما يتمثل في علم الفيزياء وعلم الكيمياء، وغيرها من العلوم، وهو ضرب من المعرفة المنظمة التي تستهدف الكشف عن أسرار الطبيعة بالوصول إلى القوانين التي تتحكم في مسارها. هذا يقودنا إلى التقدم الحضاري كاختراع الألة والترانزستور وأجهزة الفحص الطبي وابتكار الأدوية والأمصال. ومن المؤسف أن بعض تلك الابتكارات ترتبط بالتفوق العسكري والتفوق في الحروب، وتصرف الدول وعلى الأخص الدول الكبرى مليارات الدولارات والأموال لتحسين مقدوراتها في الحروب.فمثلا الهاتف المحمول هو نتيجة لأبحاث تمت للتفوق في الحروب. ففيها الكاميرا الرقمية ابتكرت أساسا للتصوير والتجسس من الأقمار الاصطناعية، وكذلك لتقود الصواريخ الموجهة ذاتيا لضرب مواقع للعدو، وابتكار نظام التموضع العالمي اختراع عسكري خربي أنشئ أساسا لتوجيه الصواريخ ضد العدو. ويحمل المحمول أيضا ميزة الاتصالات المستمرة والتي أصبحت الآن في متناول الكبير والصغير في وسائل التواصل الاجتماعي.

لذلك فإن مفهوم المعرفة ليس مرادفاً لمفهوم العلم. فالمعرفة شيء أوسع حدوداً ومدلولاً وأكثر شمولاً وامتداداً من العلم، والمعرفة في شمولها قد تتضمن معارف علمية وغير علمية، وتقوم التفرقة بين النوعيين على أساس قواعد المنهج العلمي وأساليب التفكير التي تتبع في تحصيل المعارف. فإذا اتبع الباحث قواعد المنهج العلمي في التعرف على الأشياء والكشف عن الظواهر فإن المعرفة الحاصلة هي معرفة علمية.

## أنواع المعارف

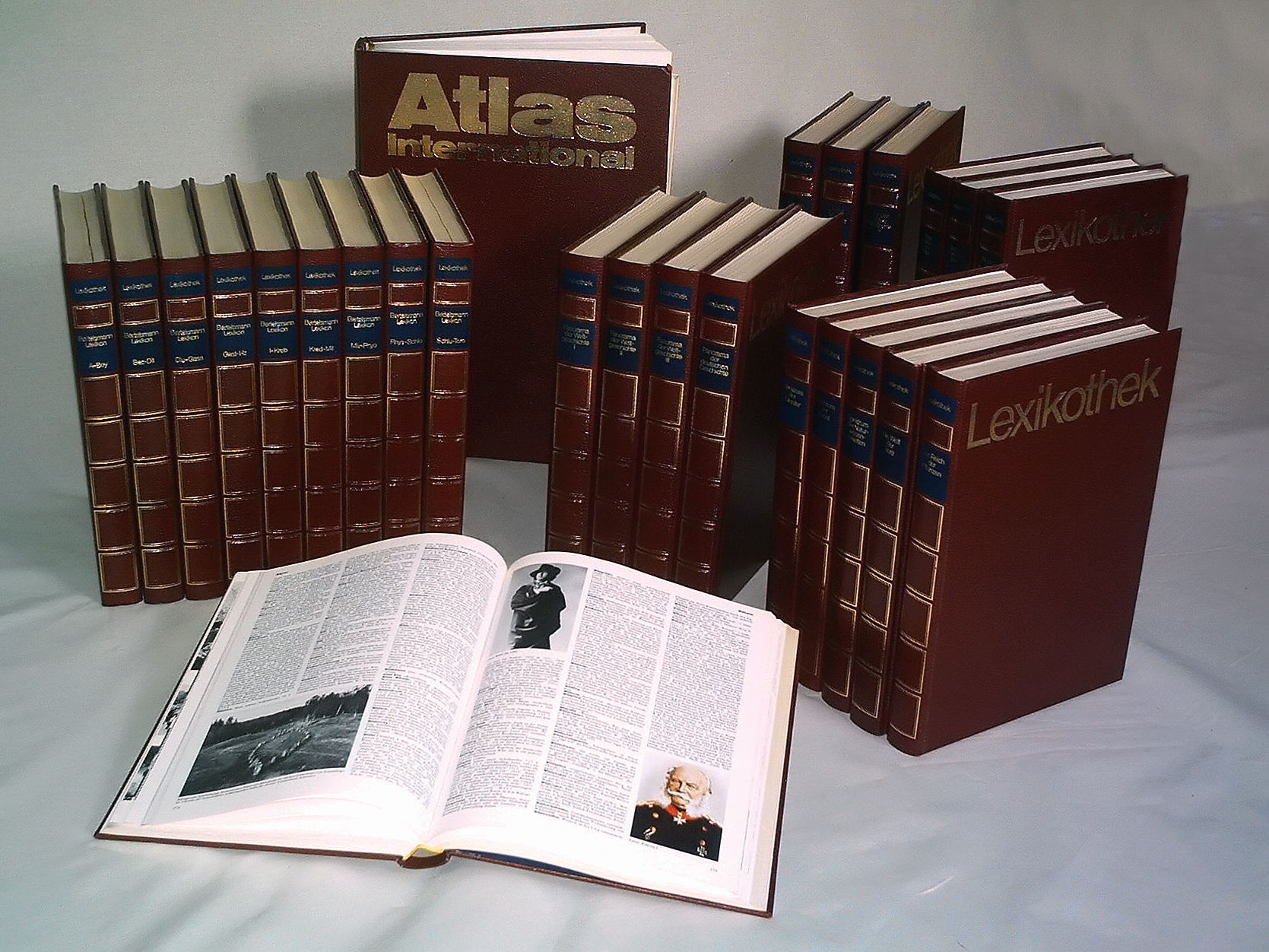
موسوعة برتلزمان الألمانية، في 26 مجلد من عام 1983.

- معرفة حسية (مجرد ملاحظة بسيطة غير مقصودة، فيما تراه العين وما تسمعه الأذن وما تلمسه اليد) دون أن تتجه أنظار الشخص العادي إلى معرفة وإدراك العلاقات القائمة بين هذه الظواهر وأسبابها
- معرفة فلسفية أو تأملية (تعتمد على التفكير والتأمل في الأسباب البعيدة)،
- معرفة علمية تجريبية (تقوم على أساس الملاحظة المنظمة المقصودة للظواهر وعلى أساس وضع الفروض الملائمة والتحقق منها بالتجربة وتجميع البيانات وتحليلها) ويحاول الباحث أن يصل إلى القوانين والنظريات العامة التي تربط هذه المفردات بعضها ببعض.

كلمة معرفة تعبير يحمل العديد من المعاني لكن المتعارف عليه هو ارتباطها مباشرة مع المفاهيم التالية: المعلومات، التعليم، الاتصال، والبحث العلمي، والتنمية.

## نشأة نظرية المعرفة عند اليونان
الواضح أن مبحث نظرية المعرفة الذي حدد فيما سبق، قد طرأت عليه تغيرات وتعديلات أثناء تطور الفلسفة عبر تاريخها الطويل، فهو ليس وليد عصر معين أو فيلسوف معين، بل هو مفهوم يتطور دائماً، فقد أصبحت المعرفة منذ إيمانويل كانط ذات مكانة مركزية في الفلسفة فاقت بها كل جوانب الفلسفة الأخرى. ومنذ ذلك التاريخ لم تعد الفلسفة معرفة للعالم، بل تفكير في هذه المعرفة بالعلم أو هي معرفة بالمعرفة ومن هنا وجد التمييز بداية بين طريقة وضع المشكلة لدى فلاسفة اليونان بشكل عام ومنهم أرسطو، وبين طريقة وضع المشكلة عند المحدثين، فنجد عند أن اليقظة الأولى للفكر اليوناني لم تكن مسألة المعرفة قد اتضحت معالمها بعدئذ كان الذهن منصباً على الطبيعة مستغرقاً في تأمل ظواهرها فالطبيعيون الألون والفيثاغوريون كل هؤلاء تركزت عنايتهم في وصف الطبيعة ومحاولة تفسير ظواهرها دون أن يسيرو الشك في الوسائل التي نستخدمها في معرفتنا لها ومن ثم يمكن القول بأن النظرة الفلسفية في هذه الفترة الأولى كانت نظرة يقين لاشعوري أو دوجماطيقية لاشعورية

## تأثير المعرفة على القوة
طالما كانت المعرفة نابعة من التجربة في واقعنا، نجد أن القوة النابعة عن معرفة ولا يمكن فصلها عن معرفة القوة. وتقترن المعرفة بالعلوم، والعلم التجريبي، والثقافة.
نجد الدول المتقدمة تهتم فقط بالتعليم والمعرفة، وتُسخر مختلف الموارد لإنشاء مؤسسات تعليمية لضمان تقدمها بين الدول، حيث المنافسة على اكتساب «زبائن» يشترون المصنوعات على مستوى العالم. والمعرفة وعلى الأخص المعرفة المتخصصة في مجالات الصناعة المختلفة هي محور المنافسة ليس بين الدول نفسها فقط ولكن بين الشركات الصناعية على المستوى العالمي.
وننظر إلى صناعة السيارات مثلا فهي تـُنتج في الولايات المتحدة واليابان وألمانيا والمملكة المتحدة وإيطاليا وفرنسا وغيرها. كل يحاول عن طريق معرفته المكتسبة عن الخبرة العملية والاختراع والابتكار اكتساب حجم أكبر من السوق. والجودة  هي نوع من المعرفة المفيدة جدا، وهي لا تنتج إلا عن معرفة أساسية ناتجة عن تعليم جيد وتدريب، والتعليم الجيد هو الذي يشجع صاحبه على الابتكار والاختراع.
مثلا: العالم الآن في سبيل المناداة للسيارة الكهربائية حيث أن احتياطي مخزونالبترول ينفد يوما بعد يوم، علاوة على مشكلات الانحباس الحراري الناجمة عن حرق الوقود الأحفوري. فماذا تفعل الصين وقد فاتتها مرحلة اختراع السيارة منذ نحو قرن من الزمان، فهي تركز الآن على ابتكار السيارة الكهربائية، وبصفة أساسية تركز على ابتكار خلية وقود وبطارات خفيفة منخفضة السعر، عاملة على أن تسبق منافسين عالميين كثيرين، بقصد اكتساب شطرا كبير من السوق العالمي، رغم أن سوقها الداخلي يوجد فيه 1300 مليون «زبون» لشراء السيارات الكهربائية.
وتعتمد الصين في ذلك على التعليم الجيد في المدارس والجامعات، وهذا هو الاستثمار البشري الأساسي، تنشئة جيل يفكر ويقارن وقادر على الابتكار، وإنشاء مراكز البحوث للبحث والابتكار والاختراع. ثم بعد ذلك تتميز الصين بالعمالة الرخيصة بالمقارنة ببلاد مثل المملكة المتحدة وألمانيا. ولكن هؤلاء المنافسين ليسوا نياما فهم يقومون أيضا بتزويد النشء بالمعرفة ويهتمون بتعليمه تعليما جيدا، وإقامة مراكز البحوث للبحث عن الجديد، واستغلال البحوث في صناعة منتجات جديدة مبتكرة وفي تحسين المنتجات. كما تقوم المصانع ذاتها بالبحوث والابتكارات المتعلقة بمصنوعاتها لتحسينها وإنتاج الجديد.
دول العالم تخوض سباقا لاكتساب الأسواق في مختلف أنواع المنتجات، والمعرفة، والعلم ،والبحث، والابتكار هي الوسائل التي تضمن لها موقعا أماميا بين الدول، هذا السباق يعزز قوة الدولة، ويوفر لشعبها فرص العمل والرفاهية.

### المعرفة سبيل القوة
- إذا اشتبكت دولتان في حرب بينهما، فلا شك في أن الدولة المنتصرة لديها جهاز مخابرات يتميز بمعرفة أكبر من معرفة مخابرات الخصم. وقد كان ذلك من أسباب هزيمة ألمانيا في الحرب العالمية الثانية. فقد استطاعت المخابرات البريطانية من اختراع جهاز Colossus يعمل بالصمامات الإلكترونية يفك شفرة القيادة العسكرية الألمانية. علاوة على ذلك ترجع خسارة الألمان للحرب الجوية على إنجلترا بسبب اختراع الإنجليز آلة الرادار فكانوا على معرفة بهجوم أسراب الألمان بالطائرات القاذفة قبل وصولها إليهم فكانوا يتربصون لهم ويهاجمون قاذفات الألمان بالمقاتلات الخفيفة، فكانت خسارة الألمان في الغارة الواحدة بمئات الطائرات.

وقد يكفي معرفة موعد ذهاب القادة العسكريين إلى معسكراتهم صباحا، لقيام العدو بضرب مواقعهم قبل وصولهم إلى وحداتهم، وخصوصا إذا كان طريقهم إلى معسكراتهم مزدحما. فالمعرفة ثمينة، ثمينة للغاية.

## أقوال
يقول الأستاذ فاروق الباز عالم الفضاء المصري الذي شارك في برنامج أبولو في حوار تلفازي مع السيدة الشاعرة والمذيعة بروين حبيب عرض على قناة دبي الفضائية في 26 فبراير 2011 :
«أن الشهادة التي تحصل عليها لها معنى واحد، وهو أنك حتى حصولك على الشهادة كنت محتاجا لإنسان أو إنسانة لتأخد بيدك لتتعلم، أما بعد حصولك على الشهادة فقد أصبح في مقدورك أن تعلم نفسك.وأن تبتكر وتفيد الآخرين».
كما ذكر في نفس الحوار أن والده كان يقول له ولإخوته:«الي يعمل حاجة، لازم يعملها صح»، ويذكّر «أنها عن الرسول عليه الصلاة والسلام حيث قال: من عمل شيئا فليتقنه».
ويقول ألبرت أينشتاين: «إن العلم من دون دين يكون كسيحا، والدين من دون علم يكون أعمى».
ويقول أحد العلماء الكبار: «يجب أن تعرف لتفهم.»

## أثر المعرفة في التطور السريع
بعد أن تبوأ ماو تسي تونغ في الثورة الصينية عام 1949 فكان يحكمها ومعه نحو 26 من القيادات الثورية السياسية والعسكرية. وبعد استتباب الثورة الصينية وجاء عهد دينج شياو بينج بدأ هذا في أواخر السبعينيات والثمانينيات من القرن الماضي في إرسال البعثات إلى البلاد الغربية لتعلم الهندسة والاقتصاد وطرق الإدارة الحديثة بغرض التطوير الاقتصادي في البلاد. واعتمد على هؤلاء الذين يسمون «تكنوقراطيون» في حل مشاكل الصين الشعبية والتطور بها وتشغيل الصينيين، فكانت نخبة التكنوقراط خير نخبة يعتمد عليها في حل المشاكل في الصناعة والتطوير العملي والانتقال من مجتمع زراعي بحت إلى مجتمع صناعي. وبعد عام 1985 تأسس المجلس المركزي - وهو أعلى مجلس نابع من الحزب الشيوعي - يغلب فيه التكنوقراطيين عن غيرهم من النواب. وأصبحت المجموعة الحاكمة تتكون في معظمها من التكنوقراطيين، وساروا على هذا السبيل حتى يومنا هذا. فالمجموعة الحاكمة في الصين هم حاليا من أكثر السياسيين على مستوى العالم النابغون في العلوم الهندسية والاقتصادية والإدارة، وتعليمهم كان بصفة رئيسية في العالم الغربي، ولا يزالون يرسلون البعثات الدراسية إلى أحسن كليات الاقتصاد والعلوم والهندسة في بريطانيا والولايات المتحدة الأمريكية لاكتساب المعرفة وإدخالها إلى الصين الشعبية.

## حرب إلكترونية
الحرب الإلكترونية هي مجموعة من الإجراءات الإلكترونية المتضمنة استخدام بعض النظم والوسائل الإلكترونية الصديقة في استطلاع الإشعاع الكهرومغناطيسي الصادر من نظم، العدو ووسائله ومعداته الإلكترونية المختلفة مع الاستخدام المتعمد للطاقة الكهرومغناطيسية في التأثير على هذه النظم والوسائل لمنع العدو، أو حرمانه، أو تقليل استغلاله للمجال الكهرومغناطيسي، فضلاً عن حماية الموجات الكهرومغناطيسية الصادرة من النظم والوسائل الإلكترونية الصديقة من استطلاع العدو لها، أو التأثير عليها.
انطلاقاً من هذا الفكر في تعريف الحرب الإلكترونية، فإن مفهوم الحرب الإلكترونية هو مجموعة الإجراءات التي تنفذ بهدف الاستطلاع الإلكتروني والتدخل في النظم والوسائل الإلكترونية المعادية، وإخلال عمل هذه النظم والوسائل الإلكترونية، ومقاومة الاستطلاع الإلكتروني المعادي، وتحقيق استقرار عمل النظم الإلكترونية الصديقة تحت ظروف استخدام العدو أعمال الاستطلاع، والإعاقة الإلكترونية.

## اقرأ أيضًا
- تقانة المعلومات
- تنمية بشرية
- نقل المعرفة
- حرب إلكترونية
- فجوة معرفية
- الجودة
- معرفة صريحة